# Disterigma pilosum
Disterigma pilosum är en ljungväxtart som beskrevs av R.L. Wilbur. Disterigma pilosum ingår i släktet Disterigma och familjen ljungväxter. Inga underarter finns listade i Catalogue of Life.